# Basketball-Asienmeisterschaft 2001
Die Basketball-Asienmeisterschaft 2001 (englisch offiziell: Asian Basketball Championship 2001) war die 21. Auflage dieses Turniers und fand vom 20. Juli bis 28. Juli 2001 in Shanghai, Volksrepublik China statt. Sie wurde von der FIBA Asien, dem Asiatischen Basketballverband, organisiert. Die zwei besten Mannschaft qualifizierten sich für die Basketball-Weltmeisterschaft 2002.

## Teilnehmer
Es waren insgesamt 16 Mannschaften für das Turnier qualifiziert. Nach dem Rückzug von zwei Mannschaften und der Disqualifikation der Philippinen nahmen 14 Mannschaften an der Asienmeisterschaft 2001 teil.
Die sechs bestplatzierten Mannschaften der Basketball-Asienmeisterschaft 1999:
- China
- Südkorea
- Saudi-Arabien 2)
- Chinesisch Taipeh
- Japan
- Kuwait

Aus den regionalen Qualifikationen:
Westasien:
- Libanon
- Syrien

Golfregion:
- Katar
- Vereinigte Arabische Emirate

Zentralasien:
- Indien
- Usbekistan

Ostasien:
- Nordkorea 2)
- Hongkong

Südostasien:
- Philippinen 1)
- Thailand

1) Philippinen wurden von der FIBA disqualifiziert und durch  Singapur ersetzt.

2) Nordkorea und Saudi-Arabien haben ihre Mannschaften zurückgezogen.
Alle Spiele wurden in zwei verschiedenen Sporthallen in Shanghai gespielt.

## Vorrunde
In der Vorrunde spielten zwei Gruppen je drei Mannschaften und zwei Gruppen je vier Mannschaften gegeneinander. Der Sieger eines Spiels erhielt zwei Punkte, der Verlierer einen Punkt. Die beiden Besten jeder Gruppe erreichten die Gruppenphase. Die Dritt- und Viertplatzierten spielten um die Plätze 9–14.

### Gruppe A
| Platz | Team     | Spiele | Siege | Niederl. | Körbe   | Punkte |
| ----- | -------- | ------ | ----- | -------- | ------- | ------ |
| 1     | China    | 3      | 3     | 0        | 307:148 | 6      |
| 2     | Katar    | 3      | 2     | 1        | 210:189 | 5      |
| 3     | Hongkong | 3      | 1     | 2        | 178:258 | 4      |
| 4     | Thailand | 3      | 0     | 3        | 193:293 | 3      |

| 20. Juli 2001 | Hongkong | – | Katar    | 42:72  |
| 20. Juli 2001 | China    | – | Thailand | 121:46 |
| 21. Juli 2001 | Thailand | – | Hongkong | 87:92  |
| 21. Juli 2001 | Katar    | – | China    | 58:87  |
| 22. Juli 2001 | Thailand | – | Katar    | 60:80  |
| 22. Juli 2001 | China    | – | Hongkong | 99:44  |

### Gruppe B
| Platz | Team     | Spiele | Siege | Niederl. | Körbe   | Punkte |
| ----- | -------- | ------ | ----- | -------- | ------- | ------ |
| 1     | Südkorea | 3      | 3     | 0        | 306:172 | 6      |
| 2     | Libanon  | 3      | 2     | 1        | 231:222 | 5      |
| 3     | VAE      | 3      | 1     | 2        | 198:215 | 4      |
| 4     | Singapur | 3      | 0     | 3        | 167:293 | 3      |

| 20. Juli 2001 | Südkorea | – | Singapur | 124:51 |
| 20. Juli 2001 | VAE      | – | Libanon  | 69:70  |
| 21. Juli 2001 | Libanon  | – | Südkorea | 71:97  |
| 21. Juli 2001 | Singapur | – | VAE      | 60:79  |
| 22. Juli 2001 | Südkorea | – | VAE      | 85:50  |
| 22. Juli 2001 | Singapur | – | Libanon  | 56:90  |

### Gruppe C
| Platz | Team       | Spiele | Siege | Niederl. | Körbe   | Punkte |
| ----- | ---------- | ------ | ----- | -------- | ------- | ------ |
| 1     | Taiwan     | 2      | 2     | 0        | 164:120 | 4      |
| 2     | Indien     | 2      | 1     | 1        | 118:146 | 3      |
| 3     | Usbekistan | 2      | 0     | 2        | 126:142 | 2      |

| 20. Juli 2001 | Taiwan     | – | Indien     | 85:55 |
| 21. Juli 2001 | Indien     | – | Usbekistan | 63:61 |
| 22. Juli 2001 | Usbekistan | – | Taiwan     | 65:79 |

### Gruppe D
| Platz | Team   | Spiele | Siege | Niederl. | Körbe   | Punkte |
| ----- | ------ | ------ | ----- | -------- | ------- | ------ |
| 1     | Syrien | 2      | 2     | 0        | 182:160 | 4      |
| 2     | Japan  | 2      | 1     | 1        | 151:153 | 3      |
| 3     | Kuwait | 2      | 0     | 2        | 173:193 | 2      |

| 20. Juli 2001 | Japan  | – | Kuwait | 86:78  |
| 21. Juli 2001 | Kuwait | – | Syrien | 95:107 |
| 22. Juli 2001 | Syrien | – | Japan  | 75:65  |

## Gruppenphase
Nach der Vorrunde spielten jeweils die ersten beiden Mannschaften in den Gruppen E und F um die Plätze 1 bis 8, die dritt- und viertplatzierten Mannschaften in den Gruppe G und H um die Plätze 9 bis 14. In den Gruppen wurde eine einfache Runde jeder gegen jeden gespielt.

### Gruppe E
| Platz | Team    | Spiele | Siege | Niederl. | Körbe   | Punkte |
| ----- | ------- | ------ | ----- | -------- | ------- | ------ |
| 1     | China   | 3      | 3     | 0        | 313:214 | 6      |
| 2     | Libanon | 3      | 2     | 1        | 246:232 | 5      |
| 3     | Japan   | 3      | 1     | 2        | 209:269 | 4      |
| 4     | Taiwan  | 3      | 0     | 3        | 203:253 | 3      |

| 23. Juli 2001 | Japan   | – | Taiwan  | 69:60  |
| 23. Juli 2001 | Libanon | – | China   | 76:87  |
| 24. Juli 2001 | Taiwan  | – | Libanon | 72:87  |
| 24. Juli 2001 | China   | – | Japan   | 126:67 |
| 25. Juli 2001 | Japan   | – | Libanon | 73:83  |
| 25. Juli 2001 | Taiwan  | – | China   | 71:100 |

### Gruppe F
| Platz | Team     | Spiele | Siege | Niederl. | Körbe   | Punkte |
| ----- | -------- | ------ | ----- | -------- | ------- | ------ |
| 1     | Südkorea | 3      | 3     | 0        | 271:219 | 6      |
| 2     | Syrien   | 3      | 2     | 1        | 239:215 | 5      |
| 3     | Katar    | 3      | 1     | 2        | 225:229 | 4      |
| 4     | Indien   | 3      | 0     | 3        | 198:270 | 3      |

| 23. Juli 2001 | Südkorea | – | Katar  | 89:72 |
| 23. Juli 2001 | Syrien   | – | Indien | 88:62 |
| 24. Juli 2001 | Südkorea | – | Syrien | 85:71 |
| 24. Juli 2001 | Indien   | – | Katar  | 60:85 |
| 25. Juli 2001 | Südkorea | – | Indien | 97:76 |
| 25. Juli 2001 | Katar    | – | Syrien | 68:80 |

### Gruppe G
| Platz | Team       | Spiele | Siege | Niederl. | Körbe   | Punkte |
| ----- | ---------- | ------ | ----- | -------- | ------- | ------ |
| 1     | Usbekistan | 2      | 2     | 0        | 161:140 | 4      |
| 2     | Hongkong   | 2      | 1     | 1        | 167:147 | 3      |
| 3     | Singapur   | 2      | 0     | 2        | 136:177 | 2      |

| 23. Juli 2001 | Singapur   | – | Hongkong   | 71:92 |
| 24. Juli 2001 | Usbekistan | – | Singapur   | 85:65 |
| 25. Juli 2001 | Hongkong   | – | Usbekistan | 75:76 |

### Gruppe H
| Platz | Team     | Spiele | Siege | Niederl. | Körbe   | Punkte |
| ----- | -------- | ------ | ----- | -------- | ------- | ------ |
| 1     | VAE      | 2      | 2     | 0        | 163:140 | 4      |
| 2     | Kuwait   | 2      | 1     | 1        | 154:135 | 3      |
| 3     | Thailand | 2      | 0     | 2        | 118:160 | 2      |

| 23. Juli 2001 | VAE      | – | Thailand | 83:63 |
| 24. Juli 2001 | Kuwait   | – | VAE      | 77:80 |
| 25. Juli 2001 | Thailand | – | Kuwait   | 55:77 |

## Finalrunde

### Modus
Die beiden besten aus den Gruppen E und F spielten im K.-o.-System um die Plätze 1 bis 4. Die Drittplatzierten der Gruppen E und F spielten um Platz 5, die Viertplatzierten um Platz 7. Die Sieger der Gruppen G und H spielten um Platz 9, die Zweitplatzierten um Platz 11, die Drittplatzierten um Platz 13.

### Plätze 1 bis 4
|  | Halbfinale    | Halbfinale    |               |    | Finale        | Finale        |
|  |               |               |               |    |               |               |
|  | Libanon       | 75            |               |    |               |               |
|  | Südkorea      | 72            |               |    |               |               |
|  | 27. Juli 2001 |               |               |    |               |               |
|  |               |               | 28. Juli 2001 |    |               |               |
|  | China         | 97            |               |    |               |               |
|  |               | Libanon       | 63            |    |               |               |
|  |               |               |               |    |               |               |
|  | 3. Platz      |               |               |    |               |               |
|  | 27. Juli 2001 | 27. Juli 2001 | Südkorea      | 95 |               |               |
|  | China         | 94            | Syrien        | 94 |               |               |
|  | Syrien        | 55            |               |    | 28. Juli 2001 | 28. Juli 2001 |

### Plätze 5 bis 14
| Spiel um Platz 5  | 28. Juli 2001 | Japan      | – | Katar    | 65:74  |
| Spiel um Platz 7  | 28. Juli 2001 | Taiwan     | – | Indien   | 92:90  |
| Spiel um Platz 9  | 27. Juli 2001 | Usbekistan | – | VAE      | 73:66  |
| Spiel um Platz 11 | 27. Juli 2001 | Hongkong   | – | Kuwait   | 86:72  |
| Spiel um Platz 13 | 27. Juli 2001 | Singapur   | – | Thailand | 72:100 |

## Endstände
| Rang | Team                         | Siege:Niederl. |
| ---- | ---------------------------- | -------------- |
| 1    | Volksrepublik China          | 8:0            |
| 2    | Libanon                      | 5:3            |
| 3    | Südkorea                     | 7:1            |
| 4    | Syrien                       | 4:3            |
| 5    | Katar                        | 4:3            |
| 6    | Japan                        | 2:4            |
| 7    | Chinesisch Taipeh            | 3:3            |
| 8    | Indien                       | 1:5            |
| 9    | Usbekistan                   | 3:2            |
| 10   | Vereinigte Arabische Emirate | 3:3            |
| 11   | Hongkong                     | 3:3            |
| 12   | Kuwait                       | 1:4            |
| 13   | Thailand                     | 1:5            |
| 14   | Singapur                     | 0:6            |

Die Nationalmannschaften Chinas und Libanons qualifizierten sich für die Basketball-Weltmeisterschaft 2002.